# Amitto

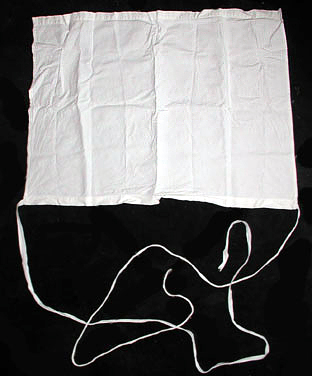
L'amitto

L'amitto è una veste liturgica costituita da un panno di lino bianco e rettangolare munito di due nastri in tessuto, che viene indossato da ministri e ministranti con la funzione di coprire il collo.
Per essere indossato, l'amitto viene appoggiato sulle spalle e quindi legato attorno alla vita mediante i nastri di cui è munito.

## Modi d'uso
Nella liturgia di rito romano l'amitto viene indossato prima del camice. I Principi e norme per l'uso del Messale Romano stabiliscono che l'amitto può essere omesso purché il camice sia fatto in modo tale da coprire l'abito comune attorno al collo.
I Principi e norme per l'uso del Messale Ambrosiano (rito ambrosiano) prevedono che l'amitto venga indossato dopo il camice e il cingolo sebbene oggi, per comodità si ricorra spesso all'uso Romano. 

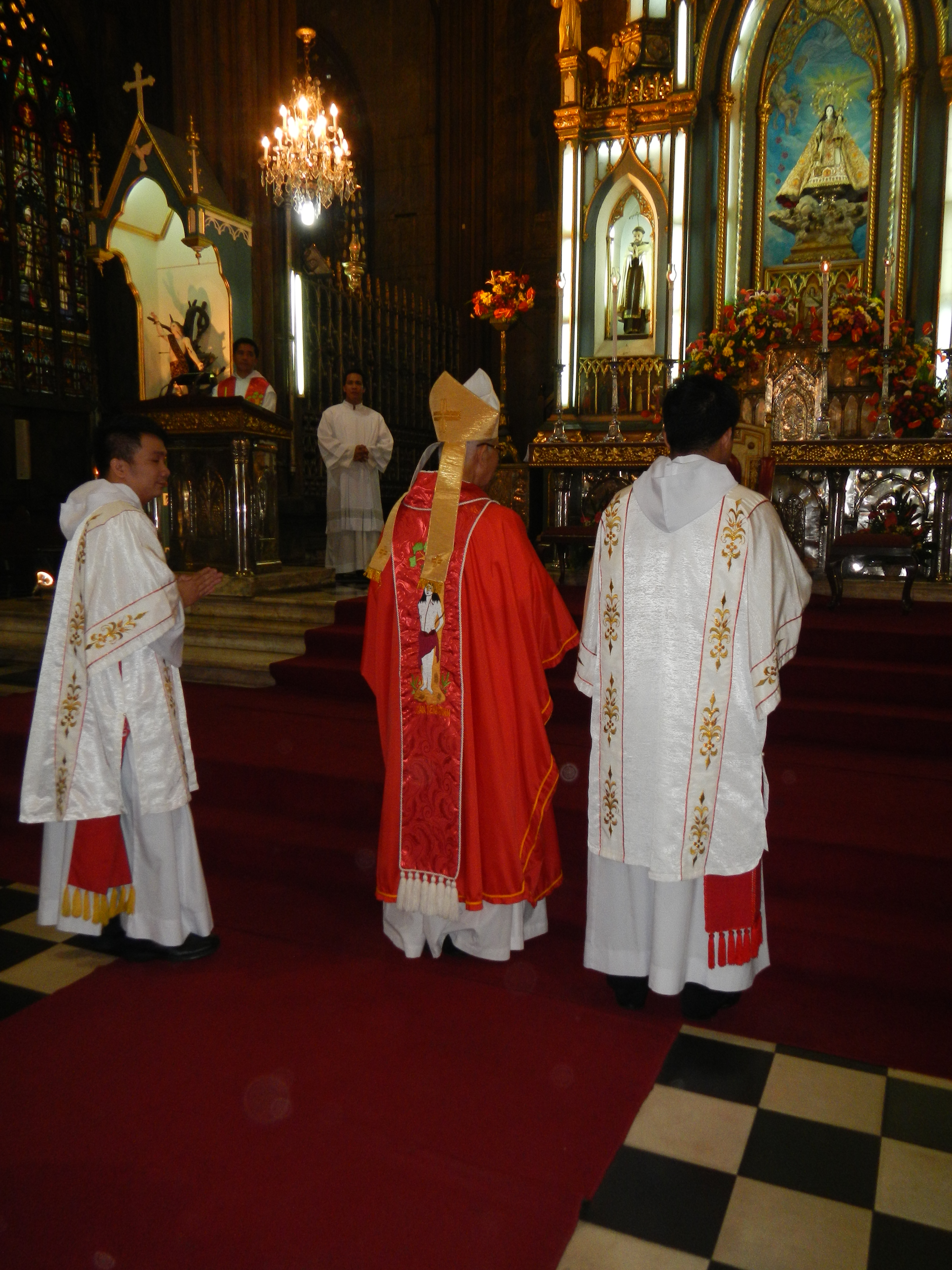
Diaconi di un Ordine religioso indossanti l'amitto a mo' di cappuccio

Curioso il tipico modo di indossare l'amitto da parte di qualche ordine monastico: infatti esso viene applicato prima sulla testa, per poi esser lasciato cadere sulla nuca a mo' di cappuccio. In modo analogo l'amitto è indossato ed utilizzato nella Chiesa evangelica luterana finlandese e nella Chiesa luterana di Svezia: la parte posteriore, che normalmente scende liberamente sulla schiena, viene prima alzata sulla nuca del celebrante e poi fatta ricadere sopra la casula, in modo da coprirne il girocollo. In Finlandia i pastori luterani deceduti vengono tradizionalmente adagiati nella bara con l'amitto alzato sotto la nuca, in segno simbolico di preparazione per la celebrazione della liturgia celeste.